# حسابرسی داخلی
تعریف حسابرسی داخلی:
```
تعریف حسابرسی داخلی در واقع هدف اساسی، ماهیت و دامنه حسابرسی داخلی را بیان می‌کند.
 حسابرسی داخلی یک فعالیت مستقل، اطمینان بخش واقع بینانه و مشاوره ای است که برای ارزش افزایی و بهبود عملیات سازمان طراحی شده‌است. حسابرسی داخلی با فراهم ساختن رویکردی سیستماتیک و روش مند برای ارزیابی و بهبود اثربخشی فرآیندهای راهبری، 
مدیریت ریسک
 و کنترل، سازمان را در دستیابی به هدف‌هایش یاری می‌کند. «انجمن حسابرسان داخلی آمریکا»
```

این تعریف از ترجمه استانداردهای بین‌المللی اجرای حرفه‌ای حسابرسی داخلی استخراج شده‌است. همچنین این استانداردها از سال ۱۳۹۱ توسط انجمن حسابرسان داخلی ایران برای اعضای خود لازم الاجرا می‌باشد.

## چارچوب بین‌المللی کارهای حرفه‌ای (IPPF)
انجمن حسابرسان داخلی که در سال ۱۹۴۱ در فلوریدا آمریکا راه‌اندازی شد، با بیش از ۱۷۵٬۰۰۰ عضو از ۱۶۵ کشور جهان بزرگ‌ترین انجمن حرفه‌ای حسابرسی داخلی دنیا است. این انجمن صدای جهانی، نهاد مقررات‌گذار، رهبر دانش، و آموزش‌دهندهٔ اصلی این حرفه در جهان به‌شمار می‌آید. ضابطه‌گذاری این انجمن در دو سطح انجام می‌شود:
(۱) هدایت دستوری، شامل:
- تعریف حسابرسی داخلی
- آیین‌نامهٔ اخلاقی
- استانداردهای بین‌المللی عمل حرفه‌ای حسابرسی داخلی

(۲) رهنمودهای پیشنهادی، شامل:
- مقالات موضع
- مشاوره‌های عملی
- رهنمودهای عملی

این دو سطح، چارچوب بین‌المللی کارهای حرفه‌ای انجمن حسابرسان داخلی (با سرواژه IPPF) را تشکیل می‌دهند.

## حسابرسی داخلی در ایران
ضوابط سازمان بورس و اوراق بهادار
۱. دستورالعمل کنترل داخلی
- سازمان بورس و اوراق بهادار، ۱۶ اردیبهشت ۱۳۹۱، در راستای حمایت از حقوق سرمایه‌گذاران، پیش‌گیری از وقوع تخلفات، و نیز سامان‌دهی و توسعهٔ بازار شفاف و منصفانهٔ اوراق بهادار طبق‌بندهای ۸، ۱۱ و ۱۸ مادهٔ ۷ قانون بازار اوراق بهادار جمهوری اسلامی ایران (مصوب ۱ آذر ۱۳۸۴، مجلس شورای اسلامی) و با هدف اجرای مواد ۲۵ و ۳۵ «دستورالعمل پذیرش اوراق بهادار در بورس اوراق بهادار تهران» (اصلاحیهٔ مصوب ۱۵ مرداد ۱۳۹۰، سازمان بورس و اوراق بهادار)، «دستورالعمل کنترل‌های داخلی ناشران پذیرفته‌شده در بورس اوراق بهادار تهران و فرابورس ایران» را تصویب کرد.
- طبق مادهٔ ۱۰ این دستورالعمل، مدیریت ارشد شرکت باید کمیتهٔ حسابرسی را زیر نظر هیئت مدیره مطابق با ضوابط سازمان بورس و اوراق بهادار تشکیل دهد. اعضای کمیتهٔ حسابرسی باید متشکل از سه تا پنج نفر و اکثریت آنان مستقل و دارای تخصص مالی باشند. ریاست کمیته با عضو مستقل یا عضو مالی غیرموظف هیئت مدیره است.
- طبق مادهٔ ۱۰ این دستورالعمل، شرکت باید واحد حسابرسی داخلی را زیر نظر کمیتهٔ حسابرسی تشکیل دهد. واحد حسابرسی داخلی باید به‌طور مستمر اثربخشی سامانهٔ کنترل داخلی را مورد بررسی و ارزیابی قرار دهد و نتایج را به کمیتهٔ حسابرسی و هیئت مدیره گزارش دهد و روش‌های بهبود سامانهٔ کنترل داخلی را پیگیری کند. مدیر حسابرسی داخلی نیز با پیشنهاد کمیتهٔ حسابرسی و تصویب هیئت مدیره منصوب می‌شود و باید دارای صلاحیت‌های علمی و حرفه‌ای لازم باشد.

۲. منشور کمیته حسابرسی/منشور حسابرسی داخلی
- سازمان بورس و اوراق بهادار، پس از تصویب دستورالعمل کنترل داخلی، به‌منظور هماهنگ‌سازی برداشت عمومی از جایگاه، اختیارات و مسئولیت‌های موردانتظار حسابرسی داخلی و کمیتهٔ حسابرسی «منشور نمونهٔ فعالیت حسابرسی داخلی» و «منشور نمونهٔ کمیتهٔ حسابرسی» را برای تصویب در هیئت مدیرهٔ شرکت‌های مشمول دستورالعمل کنترل‌های داخلی منتشر کرد و تا ۱۹ مهر ۱۳۹۱ به این شرکت‌ها فرصت داد تا رئیس کمیتهٔ حسابرسی و دیگر اعضای این کمیته و هم‌چنین مدیر حسابرسی داخلی خود را به مدیریت نظارت بر ناشران سازمان بورس اوراق و بهادار معرفی کنند.

۳. لزوم معرفی اعضای کمیته حسابرسی/مدیر حسابرسی داخلی/بالاترین مقام مالی
- مدیریت نظارت بر ناشران سازمان بورس و اوراق بهادار، ۲۰ بهمن ۱۳۹۱، با انتشار اطلاعیه‌ای بر لزوم اعلام مشخصات کمیته حسابرسی، واحد حسابرسی داخلی و بالاترین مقام مالی شرکت‌های پذیرفته‌شده در بورس اوراق بهادار تهران و فرابورس ایران تأکید کرد.

انجمن حسابرسان داخلی ایران
۴ تیر ۱۳۹۱، انجمن حسابرسان داخلی ایران با پشتیبانی سازمان بورس و اوراق بهادار و بورس اوراق بهادار تهران و جمعی از دانشگاهیان و حرفه‌ای‌های حسابداری ایران راه‌اندازی شد تا به پیشرفت و تنظیم حرفه حسابرسی داخلی در ایران کمک کند.
نشریه‌های انجمن حسابرسان داخلی ایران:
در حال حاضر انجمن حسابرسان داخلی ایران دارای ۲ نشریه می‌باشد:
۱- دوماهنامه حسابرسان داخلی:
مدیر مسئول: دکتر علی رحمانی، سردبیر: دکتر بیتا مشایخی، مدیر اجرایی: محسن عسگری
محورهای نشریه: حسابرسی داخلی، نظام راهبردی شرکتی، ریسک، کنترل‌های داخلی
۲- فصلنامه حسابرسی، نظریه و عمل:
مدیر مسئول: دکتر علی رحمانی، سردبیر: دکتر بیتا مشایخی، مدیر اجرایی: محسن عسگری
محورهای نشریه: حسابرسی داخلی، حسابرسی، نظام راهبردی شرکتی، ریسک، کنترل‌های داخلی

## یادداشت
1. ↑  Definition of Internal Auditing
2. ↑  Code of Ethics
3. ↑  International Standards for the Professional Practice of Internal Auditing
4. ↑  Position Papers
5. ↑  Practice Advisories
6. ↑  Practice Guides
7. ↑  The International Professional Practices Framework